# Candida savonica
Candida savonica är en svampart som beskrevs av Sonck 1974. Candida savonica ingår i släktet Candida, ordningen Saccharomycetales, klassen Saccharomycetes, divisionen sporsäcksvampar och riket svampar.   Inga underarter finns listade i Catalogue of Life.